# Fürstenmühle (Vohenstrauß)
Fürstenmühle ist eine Einöde in der nördlichen Oberpfalz und Ortsteil der Stadt Vohenstrauß.

## Geographische Lage
Die Einöde Fürstenmühle liegt im Vorderen Oberpfälzer Wald etwa 1,6 km nördlich von Vohenstrauß und 2,5 km nördlich der Autobahn A6. Sie befindet sich am Südwestrand des ausgedehnten Waldgebietes rund um den 801 m hohen Fahrenberg. Fürstenmühle liegt am Ufer des Fahrenberger Bachs. Dieser Bach mündet wenige Meter weiter südlich in einen Weiher, der sich zwischen Fiedlmühle und Kapplhaus befindet. Der Weiher entwässert in den Fahrenberger Bach.

## Geschichte
Fürstenmühle gehörte zum Amt Vohenstrauß. Dieses umfasste neben Vohenstrauß selbst die Orte Altenstadt, Fiedlbühl, Ölschlag, Papiermühle, Fürstenmühle, Neuwirtshaus, Oberlind, Unterlind, Obertresenfeld und Untertresenfeld.
Fürstenmühle ist 1830 als Ortschaft belegt. Sie hatte 1 Anwesen und gehörte zunächst zur Gemeinde Altenstadt, dann durch die Gemeindereform ab 1972 zur Gemeinde Vohenstrauß.

### Einwohnerentwicklung in Fürstenmühle ab 1875
| Jahr | Einwohner | Gebäude |
| ---- | --------- | ------- |
| 1871 | 18        | 9       |
| 1885 | 11        | 1       |
| 1900 | 7         | 1       |
| 1913 | 7         | 1       |
| 1928 | 5         | 1       |

| Jahr | Einwohner | Gebäude |
| ---- | --------- | ------- |
| 1950 | 6         | 1       |
| 1961 | 7         | 2       |
| 1970 | 7         | k. A.   |
| 1987 | 3         | 2       |
| 2011 | 0         | k. A.   |